# Dolichoderus elegans
Dolichoderus elegans é uma espécie de formiga do gênero Dolichoderus.